# Barge (bateau)
Pour les articles homonymes, voir Barge.

Une barge chargée de sable et de gravier déplacée par un pousseur dans une écluse de la Seine.

Une barge est un type de bateau à fond plat, dépourvu de moteur, généralement utilisé en convois poussés sur les rivières et canaux à grand gabarit.
Une barge peut être constituée d'un ancien bateau automoteur démotorisé.
C'est aussi une plateforme de travail flottante, éventuellement autopropulsée, utilisée pour des travaux maritimes.

## Exemples
Les barges sont utilisées pour l'approvisionnement des navires à l'ancre, en marchandises, en vivres, en eau douce, en combustible, mais aussi pour le déchargement de la cargaison.
La barge est mise à poste par un pousseur ou remorqueur, puis laissée le long du bord jusqu'à finition du ravitaillement.

## Galerie

Transports par barge sur la Seine à Paris
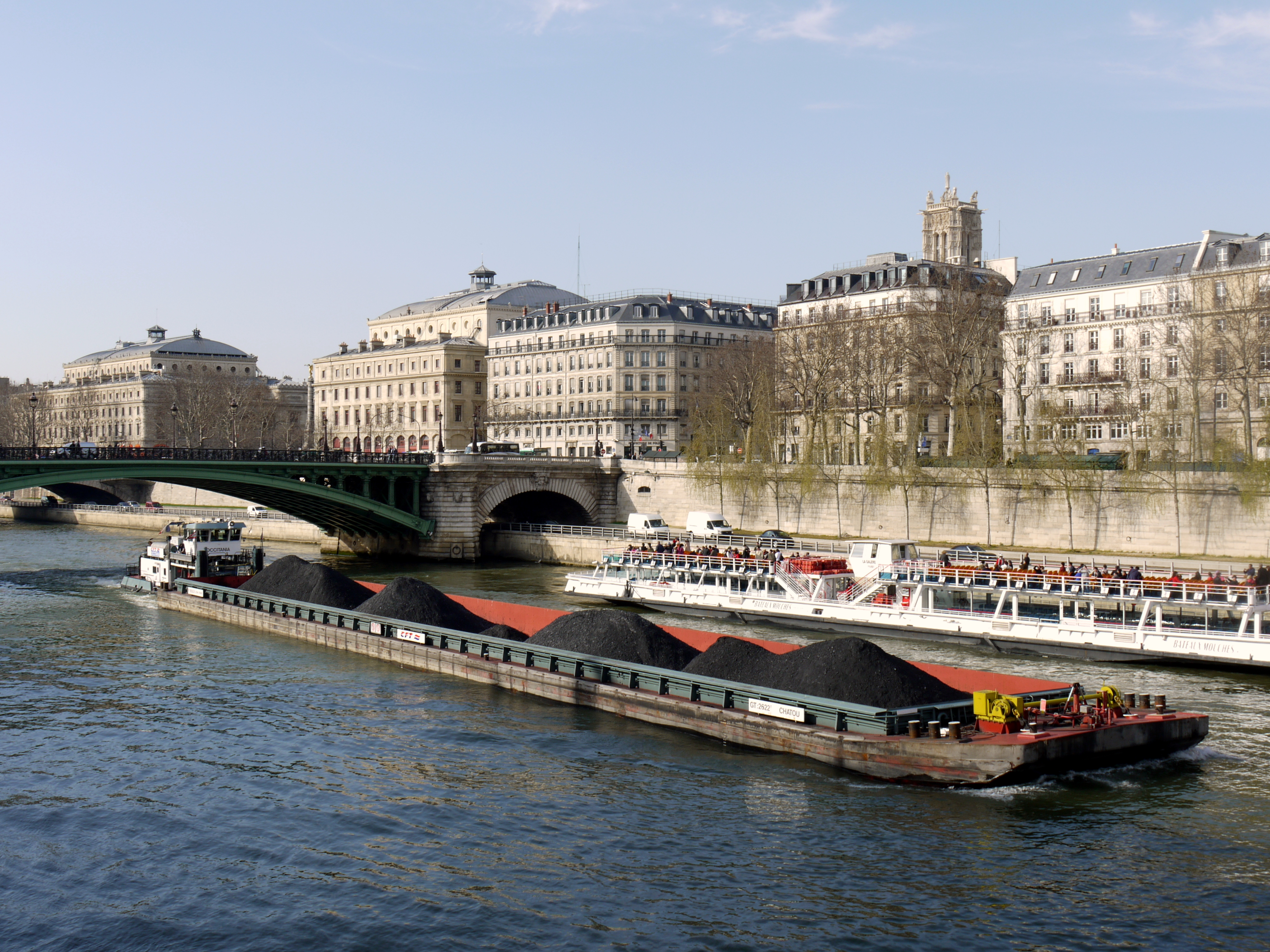
Barge de charbon près du pont Notre-Dame.
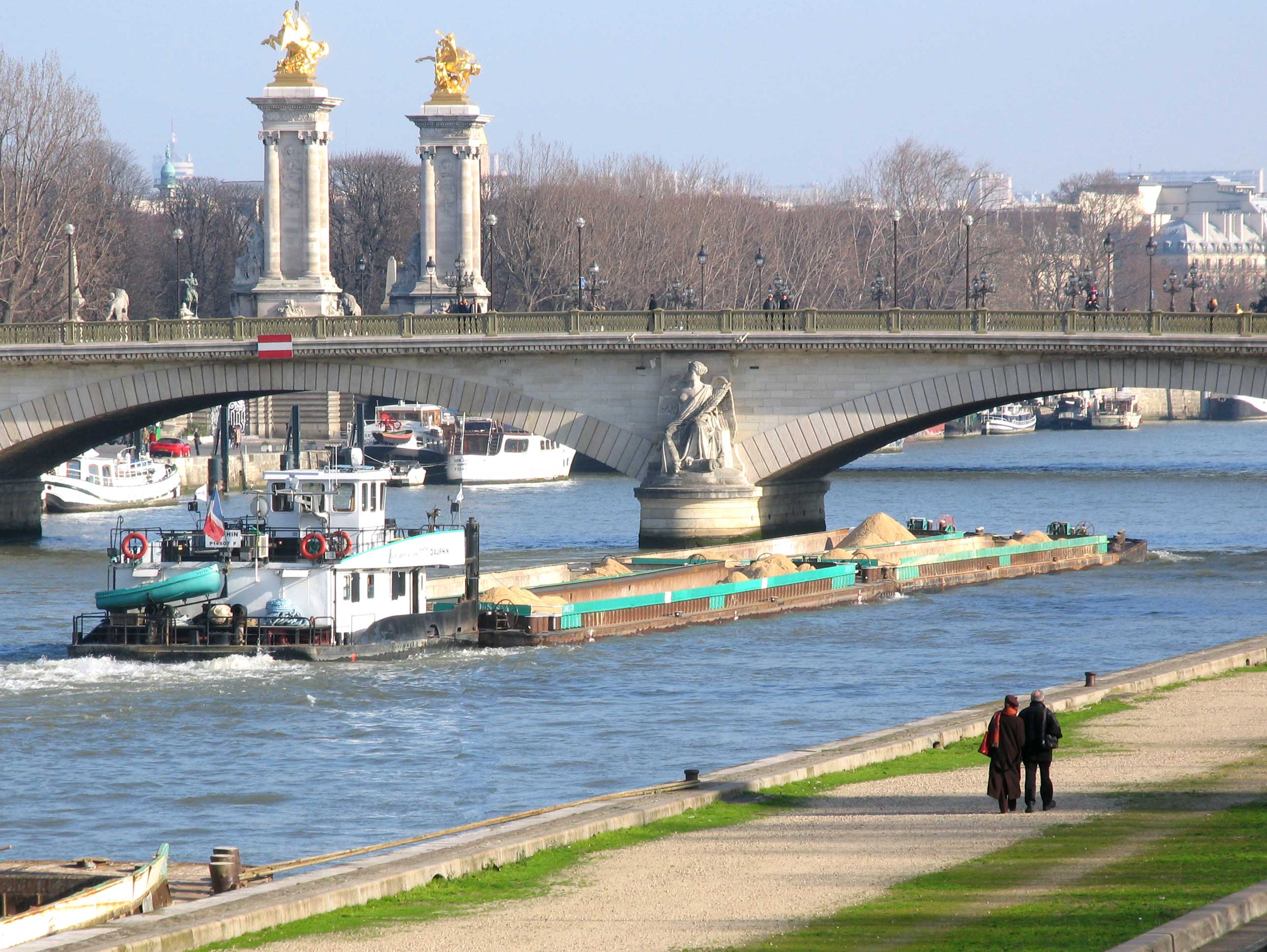
Quatre petites barges de sable passant sous le pont Alexandre-III.
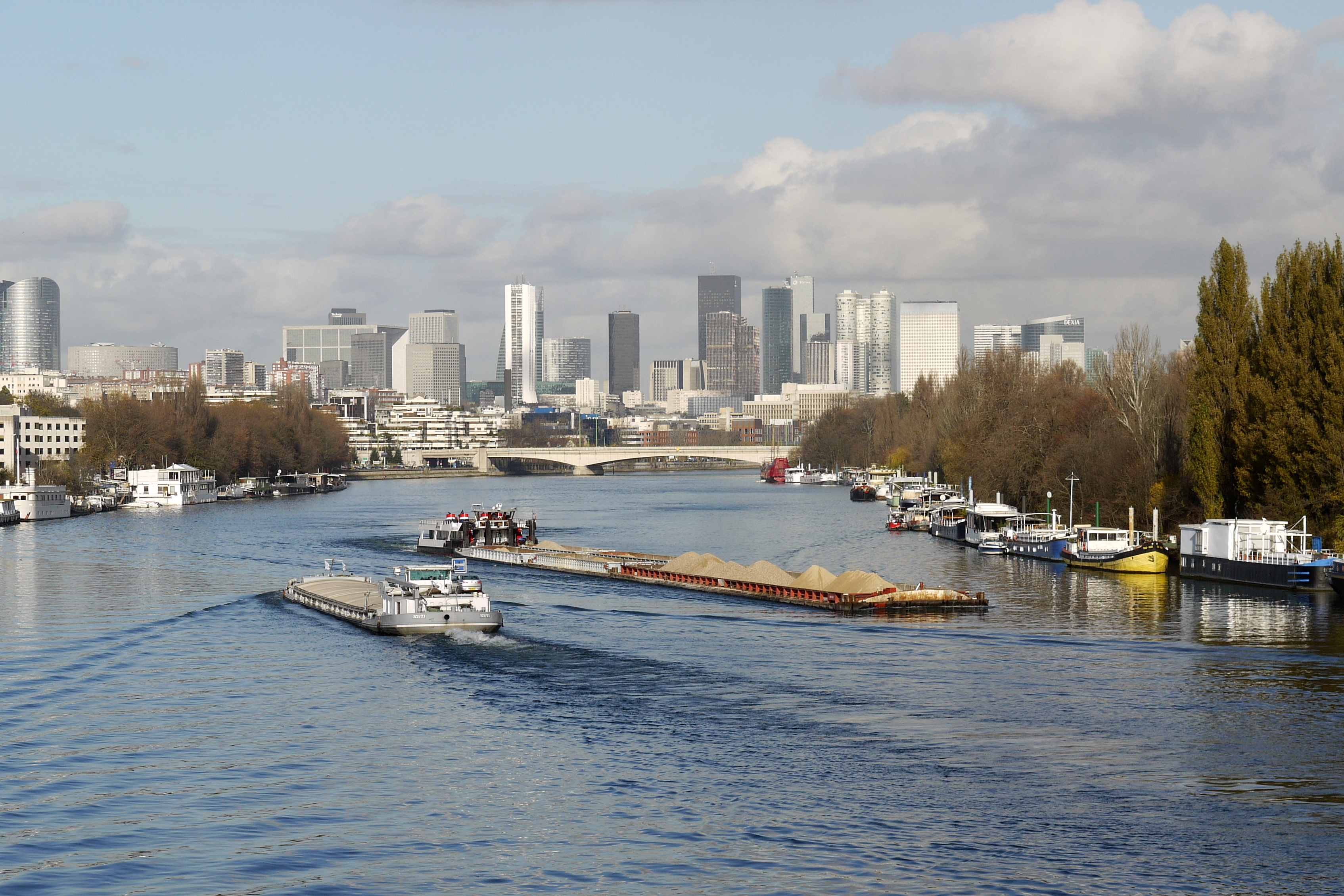
Quatre petites barges et une grande barge de sable le long du bois de Boulogne.
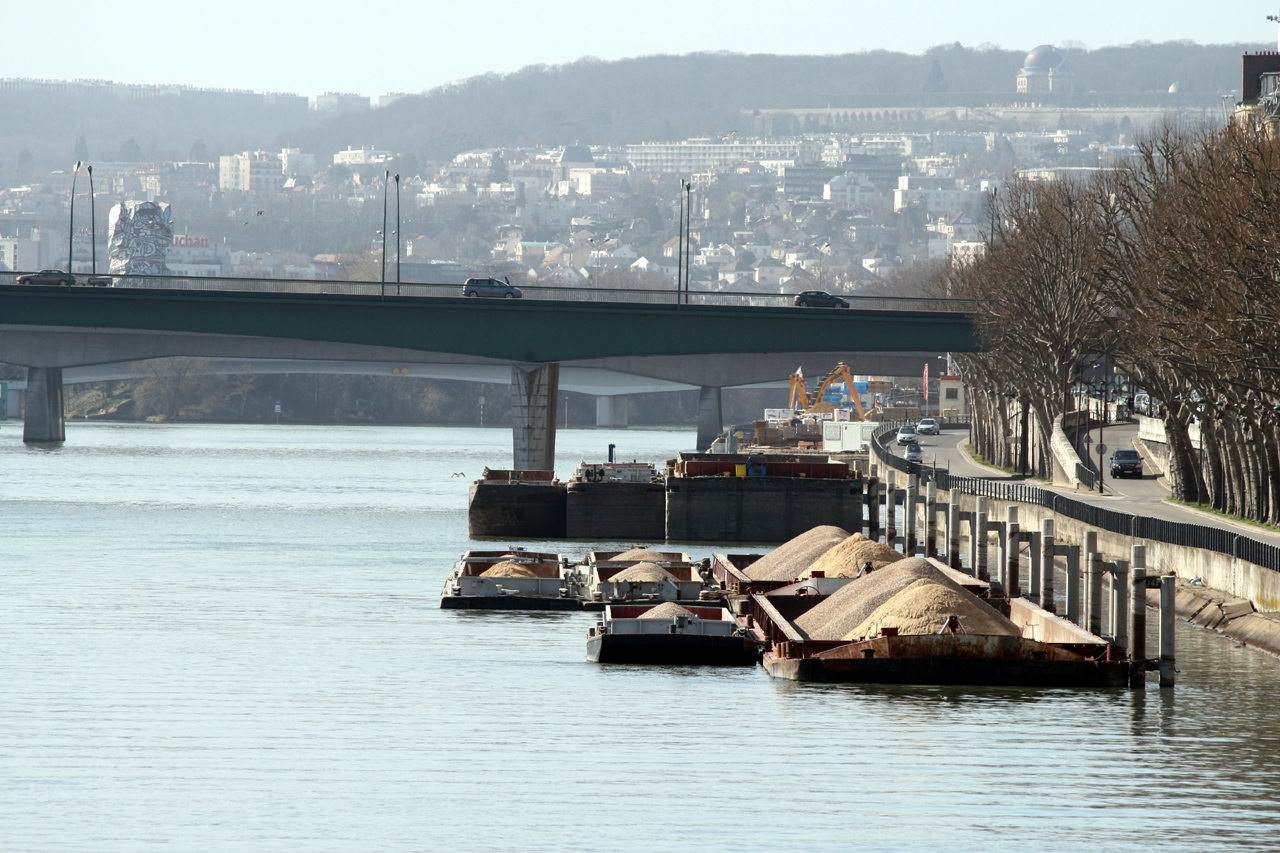
Barges près du pont Mirabeau.